# Spider-Man (игра, 2002)
Spider-Man — компьютерная игра в жанре приключенческого боевика, основанная на одноимённом фильме Сэма Рэйми 2002 года о популярном супергерое компании Marvel Comics Человеке-пауке. Версию для PlayStation 2, GameCube и Xbox разработала Treyarch — дочерняя компания издателя Activision —, которая в 2000 году портировала игру Spider-Man от Neversoft на Microsoft Windows и Dreamcast; в случае с игрой по фильму 2002 года, портированием на Windows занималась уже LTI Gray Matter, а Digital Eclipse создала отдельную версию для Game Boy Advance. В США релиз Spider-Man состоялся 16 апреля 2002 года — за две недели до премьеры фильма —, в то время как в Европе игра вышла 7 июня. Тоби Магуайр и Уиллем Дефо, сыгравшие в фильме Питера Паркера / Человека-паука и Нормана Озборна / Зелёного гоблина, озвучили своих персонажей; кроме того, эпизодически появившийся в роли ведущего боёв без правил Брюс Кэмпбелл озвучил инструктора в режиме обучения.
По сюжету, в результате укуса генетически модифицированного паука во время школьной экскурсии старшеклассник Питер Паркер приобретает сверхчеловеческие способности. Молодой человек решает использовать их для собственной выгоды и принимает участие в подпольных боях без правил. Одержав победу, Питер не получает должного вознаграждения от промоутера, которого затем грабит преступник; чтобы отомстить обидчику, Паркер не препятствует побегу грабителя. В тот же день он обнаруживает, что его дядя Бен Паркер был убит неизвестным злоумышленником, за которым тут же бросается в погоню; убийцей оказывается тот самый человек, которому Питер ранее дал скрыться. Осознав важность силы и ответственности, Паркер становится борцом с преступностью в родном городе Нью-Йорке в образе супергероя Человека-паука. 
Spider-Man получила смешанные, преимущественно положительные отзывы от игровых журналистов. Как правило, рецензенты хвалили её графику, боевую систему и игру актёров озвучивания, но, в то же время, критиковали неудобное движение камеры, низкое качество звука и короткую продолжительность. В 2004 год году состоялся релиз сиквела Spider-Man 2, а в 2007 вышла заключительная часть игровой трилогии Spider-Man 3.

## Игровой процесс

### Версия для PS2, GC, Xbox и PC
Spider-Man — это приключенческий боевик от третьего лица, при котором игрок управляет супергероем Человеком-пауком. Игра функционирует на движке Max Steel (2000), а её геймплей базируется на Spider-Man (2000) от Neversoft. Она состоит из 24 закрытых локаций, 2 из которых являются эксклюзивными для Xbox. Повествование разворачивается через кат-сцены от лица главного героя Питера Паркера / Человека-паука, которого озвучил Тоби Магуайр, также сыгравший эту роль в фильме. В Spider-Man присутствует режим обучения, в котором инструктор в исполнении Брюса Кэмпбелла даёт советы игроку, ломая четвёртую стену.
Человек-паук передвигается как по земле, так и в воздухе, с помощью полётов на паутине. Супергерой погибнет при падении с большой высоты в городских локациях, а сюжетный эпизод начнётся сначала; уровень высоты измеряет расположенный в правой части экрана специальный прибор, который состоит из нескольких вертикально расположенных прямоугольников — красный обозначает персонажа, а синий показывает высоту его полёта относительно земли. Также протагонист может ползать по стенам и потолку; в последнем случае меняется расположение камеры, а поверхность становится прозрачной, что позволяет игроку наблюдать за Человеком-пауком с видом сверху. Чтобы сэкономить время при передвижении, игрок может выстрелить паутиной в нужном ему направлении и подтянуть Человека-паука; выстрел паутиной осуществляется с помощью оптического прицела. Также супергерой подобно реальным паукам способен медленно опуститься с потолка на паутинной нити. По мере прохождения сюжетной кампании игрок собирает различные паучьи жетоны: красные восполняют здоровье, синие — запас паутины, а золотые открывают новые комбо. За выполнение уникальных комбо, а также быстрое прохождение уровней без получения урона, игрок получает бонусные материалы, такие, как дополнительные костюмы и мини-игру в боулинг.
Во время сражений игрок может сфокусировать камеру на противниках. У Человека-паука есть два вида базовых атак — удары руками и пинки ногами —, которые персонаж комбинирует в бою; всего таких комбинаций — 28. Также игрок в состоянии атаковать оппонентов в прыжке и бросить в них некоторые предметы интерьера, например ящики. Помимо этого, Человек-паук может использовать паутину, как оружие, например: покрыть ей свои кулаки для усиления ударов, сформировать вокруг себя защитный купол, преобразовать в огнестрельные снаряды, а также окутать ею врагов, и, тем самым, ограничить их подвижность. Впервые в играх о Человеке-пауке появляются сражения в воздухе, в ходе которых игроку необходимо атаковать противников и уклоняться от их нападений во время раскачивания на паутине; в такие моменты время в игре замедляется, благодаря чему у игрока появляется возможность запрыгнуть на оппонентов и нанести им больший урон. После прохождения игры на высоком уровне сложности открывается дополнительная сюжетная кампания, посвящённая бонусному играбельному персонажу — Гарри Озборну, который становится новым Зелёным гоблином. Гоблин обладает собственным набором движений и передвигается на оснащённом бомбами и ракетами глайдере.

### Версия для GBA
Версия Spider-Man для GBA представляет собой сайд-скроллер в жанре платформера, который, в отличие от игры от Treyarch, создавался в стилистике комикса; к примеру, кат-сцен состоят из нарисованных панелей, а удары Человека-паука сопровождаются восклицаниями «бах», «бам» и «пау». Всего в игре 12 уровней, действие которых разворачивается в таких локациях, как небоскрёбы, доки, метро и городские кварталы. На этих уровнях игроку предстоит: освободить заложников, обезвредить бомбы, победить всех врагов или же просто завершить маршрут за отведённое время. Человек-паук преодолевает препятствия как вприпрыжку, так и с помощью раскачки на паутине и ползания по стенам. Если игрок сделает несколько снимков в специально отведённых зонах или соберёт необходимое количество жетонов золотых пауков, он разблокирует бонусные материалы, а именно кадры из фильма. Дополнительные уровни, посвящённые обезвреживанию бомб Зелёного гоблина, создавались в формате 3D.

## Сюжет
Во время школьной экскурсии в научной лаборатории «Oscorp» старшеклассника Питера Паркера кусает генетически модифицированный паук, в результате чего он приобретает сверхчеловеческие силы. Молодой человек решает выиграть крупную сумму на подпольном бойцовском турнире и берёт себе псевдоним Человек-паук. После того, как промоутер обманывает его с выигрышем, Питер становится свидетелем ограбления этого человека, однако позволяет преступнику сбежать, чтобы отомстить обидчику. Вскоре Паркер находит своего дядю Бена убитым и отправляется в погоню за виновным, которым оказывается лидер уличной банды «Черепа» по имени Спайк. По прибытии в их логово Питер побеждает всех членов группировки, включая Спайка, оказавшегося тем самым грабителем из бойцовского клуба. Питер клянётся использовать свои силы во благо и бороться с преступностью на Манхэттене. Тем временем глава «Oscorp» Норман Озборн решает захватить супергероя, чтобы в дальнейшем с помощью его ДНК доработать химическое газовое вещество для создания суперсолдат; для этого он отправляет по его следу роботов-охотников. Одержав победу над ними, Человек-паук замечает разворачивающееся неподалёку ограбление банка, организованное суперзлодеями Шокером и Стервятником. Человек-паук пускается в погоню за Шокером от Центрального вокзала до канализации, и, в конечном итоге, настигает его на станции метро, а затем побеждает в сражении один на один. Шокер выдаёт Человеку-пауку местоположение логова Стервятника, расположенного в старой башне с часами в Нижнем Ист-Сайде. В дальнейшем Человек-паук побеждает Стервятника в воздушном бою на крыше Крайслер-билдинга.
В это время подчинённый Озборна доктор Штромм сообщает своему боссу о появлении ещё одного сверхчеловека с ДНК паукообразных — Скорпиона. Человек-паук сталкивается с ним в метро, когда спускается туда, чтобы сфотографировать место битвы с Шокером. Сверхлюди объединяют усилия в сражении с роботами Озборна, однако испытывающий проблемы с рассудком Скорпион нападает на Человека-паука. Хотя супергерой выходит победителем из поединка, Скорпиону удаётся сбежать. Тем временем члены совета директоров «Oscorp» увольняют Озборна, после чего тот подвергает себя воздействию химического газового вещества, которое усиливает физические характеристики тела Нормана и создаёт другую личность в его голове — Зелёного гоблина. Человек-Паук побеждает Гоблина на городском фестивале, посвящённом Дню Единства и обезвреживает расставленные им бомбы, а затем уничтожает оставшихся роботов-охотников.
В версиях для Xbox и GBA Озборн нанимает Крейвена-охотника для поимки Человека-паука. Заманив супергероя в Бронксский зоопарк, Крейвен отравляет поле боя ядовитым газом и устанавливает различные ловушки. В конечном итоге Человек-паук побеждает Крэйвена в поединке в клетке.
Человек-паук изучает атаковавших его роботов и приходит к выводу, что они были изготовлены в «Oscorp». Супергерой проникает в офис компании, чтобы узнать, какое отношение имеет к ней Гоблин. Там он саботирует производство опасного химического оружия. Некоторое время спустя, Гоблин похищает подругу Питера Мэри Джейн Уотсон и бросает вызов Человеку-пауку на мосту Куинсборо. Супергерой побеждает Зелёного гоблина в решающем сражении, после чего тот пытается нанести ему удар в спину своим глайдером, однако становится жертвой собственного оружия и погибает.
В дополнительной сюжетной кампании Гарри Озборн становится новым Зелёным гоблином; он использует снаряжение отца и решает исследовать последние места его пребывания, чтобы больше узнать о своём наследии. Вскоре он сталкивается с ещё одним Зелёным гоблином, который ранее нанял Норман для убийства Человека-паука. В конечном итоге наёмник потерпел поражение, за что и был уволен Озборном-старшим, а затем вознамерился захватить бизнес своего бывшего нанимателя после его смерти. Гарри срывает планы самозванца, победив его на мосту Куинсборо.

## Разработка
В 2001 году Activision приобрела права на создание и издание игр про Человека-паука, в том числе по мотивам различных медиа про супергероя. В марте она заключила соглашение с компаниями «Spider-Man Merchandising», «Marvel Enterprises, Inc.» и «Sony Pictures Consumer Products Inc.» на разработку игровой адаптации предстоящего фильма «Человек-паук» от режиссёра Сэма Рэйми.
Дочерняя компания Activision Treyarch, которая ранее занималась портированием Spider-Man от Neversoft на Microsoft Windows и Dreamcast, создавала игру в течение 18 месяцев. Команда разработчиков состояла из четырёх программистов, четырёх дизайнеров, четырёх художников и продюсера; на разных этапах разработки численность команды пополнялась до 40 человек. Treyarch создавала геймплей на основе Spider-Man от Neversoft. Продюсер Activision Мэтт Пауэрс предложил добавить в игру механику стеллса, взяв за основу игровой процесс Thief: The Dark Project (1998). Разработчики создавали игру для трёх консолей следующего поколения — PS2, Xbox и GameCube —, из которых отдали предпочтение PS2, так как её технические возможности обеспечивали наилучшие условия для производства.
Sony и Рэйми предоставили Treyarch концепт-арты и сценарий к фильму, на основе которых они выстраивали геймдизайн и сюжет. Так как сценарий фильма показался разработчикам недостаточно богатым на события для игры, они придумали новые сюжетные линии с участием суперзлодеев Шокера, Стервятника и Скорпиона. Для Xbox были создатели придумали специальные уровни с Крейвеном-охотником, которые добавили в игру на раннем этапе разработки. Treyarch долгое время не нанимала сценариста для проекта, поэтому Sony одобрила сценарий игры к моменту завершения альфа-версии.
Sony настояла на привлечении к работе над озвучкой Тоби Магуайра и Уиллема Дефо, исполнителей ролей Питера Паркера / Человека-паука и Нормана Озборна / Зелёного гоблина; до подписания контрактами с этими актёрами Человека-паука озвучивал Джош Китон, а Гоблина — Джон де Ланси. На тот момент у Treyarch было готово небольшое количество кат-сцен, поэтому разработчикам приходилось создавать оставшиеся внутриигровые ролики в кратчайшие сроки. До того, как Брюс Кэмпбелл подписался на участие в проекте, реплики инструктора в режиме обучения должна была озвучить Тара Стронг. Китону, в конечном итоге, отошла роль Гарри Озборна, ставшего новым Зелёным гоблином в дополнительной сюжетной кампании; эта идея, принадлежавшая дизайнеру Джейсону Бэйру, понравилась как Activision, так и Sony, и была реализована в игре незадолго до завершения разработки. Тем не менее, Рэйми не хотел, чтобы «игра прославляла плохого парня» и попросил Treyarch не делать подобного с Доктором Осьминогом в Spider-Man 2. Согласно оригинальному сюжету, похитить снаряжение Нормана Озборна должен был Хобгоблин, в то время как Гарри перенимал альтер-эго отца, чтобы остановить его.
Из финансового отчёта мая 2001 года Activision стало известно, что релиз игры, получившей рабочее название Spider-Man: The Movie, будет приурочен к премьере фильма; на тот момент единственной подтверждённой консолью была PlayStation 2. В том же месяце Treyarch приступила к созданию порта The Movie для GameCube. В феврале 2002 года в сети появилась информация о выходе игры на Xbox. В марте LTI Gray Matter уже создавала порт на PC. Саундтрек к игре написал Майкл МакКьюшен. За разработку версии для Game Boy Advance отвечала Digital Eclipse.

## Продвижение и выпуск
Во время выставки E3 2001 Treyarch представила демоверсию Spider-Man, в которую вошли миссия по обезвреживанию бомб Зелёного гоблина и сражение со Стервятником; в ноябре компания позволила игровым журналистам ознакомиться с этой версией. В марте 2002 года Activision запустила официальный сайт игры с синопсисом, скриншотами, трейлером и информацией о предыдущих играх о Человеке-пауке. До выхода игры компания убрала из её названия подзаголовок The Movie.
Поставка физических копий Spider-Man в магазины розничной торговли состоялась 15 апреля 2002 года, а её релиз — 16 апреля, за две недели до премьера фильма Рэйми. В мае игра вышла на PC. В 2003 году Activision переиздала её в рамках линеек «Sony Computer Entertainment America’s Greatest Hits», «Microsoft Platinum Hits» и «Nintendo of America’s Player’s Choice» по средней цене $19,99. В 2005 году Activision переиздала версию для Game Boy Advance в комплекте со Spider-Man 2 на картридже Twin Pack. В 2009 году Spider-Man стала доступна для Xbox 360, благодаря обратной совместимости консоли с Xbox.

## Восприятие
| Сводный рейтинг       | Сводный рейтинг | Сводный рейтинг | Сводный рейтинг | Сводный рейтинг | Сводный рейтинг |
| Издание               | Оценка          | Оценка          | Оценка          | Оценка          | Оценка          |
| Издание               | GBA             | GC              | PC              | PS2             | Xbox            |
| --------------------- | --------------- | --------------- | --------------- | --------------- | --------------- |
| GameRankings          | 77,56 %         | 76,31 %         | 75,14 %         | 75,63 %         | 78,37 %         |
| Metacritic            | 76/100          | 77/100          | 75/100          | 76/100          | 79/100          |
| «Критиканство»        |                 |                 | 72/100          |                 |                 |
| Иноязычные издания    |                 |                 |                 |                 |                 |
| Издание               | Оценка          | Оценка          | Оценка          | Оценка          | Оценка          |
| Издание               | GBA             | GC              | PC              | PS2             | Xbox            |
| AllGame               | [ 53 ]          |                 |                 | [ 54 ]          | [ 55 ]          |
| Edge                  |                 |                 |                 |                 | 4/10            |
| EGM                   | 6,67/10         | 6,5/10          |                 | 6,33/10         | 6,5/10          |
| Eurogamer             | 6/10            |                 |                 |                 | 6/10            |
| Game Informer         | 8,5/10          | 8/10            |                 | 7,75/10         | 8,25/10         |
| GamePro               | [ 67 ]          |                 |                 | [ 68 ]          | [ 69 ]          |
| GameRevolution        |                 | B               |                 | C+              | B               |
| GameSpot              | 7,2/10          |                 | 7,5/10          | 7,4/10          | 7,5/10          |
| GameSpy               |                 | 76 %            | 78 %            | 72 %            | 80 %            |
| GameZone              | 7/10            | 9,2/10          | 8,3/10          | 9/10            | 8,8/10          |
| IGN                   | 8,8/10          | 7,6/10          | 8/10            |                 | 8,4/10          |
| Nintendo Power        | 4,1/5           | 4,4/5           |                 |                 |                 |
| OPM                   |                 |                 |                 | [ 90 ]          |                 |
| OXM                   |                 |                 |                 |                 | 7,9/10          |
| PC Gamer (US)         |                 |                 | 80 %            |                 |                 |
| Русскоязычные издания |                 |                 |                 |                 |                 |
| Издание               | Оценка          | Оценка          | Оценка          | Оценка          | Оценка          |
| Издание               | GBA             | GC              | PC              | PS2             | Xbox            |
| «Игромания»           |                 |                 | 7/10            |                 |                 |

Игра получила преимущественно положительные отзывы. На GameRankings средняя оценка версии для Game Boy Advance составила 78 %, для GameCube — 76 %, для PC — 75 %, для PlayStation 2 — 76 %, для Xbox — 78 %. На Metacritic версия для GameCube имеет 77 баллов из 100, версия для PC — 75 из 100, версия для PlayStation 2 — 76 из 100, а версия для Xbox — 79 из 100.
Игровые журналисты хвалили игру за её графику, геймдизайн, разнообразные боевые комбо, сражения в воздухе и озвучку Магуайра, Дефо и Кэмпбелла. Мэтт Касамассина из IGN назвал Spider-Man «увлекательным приключенческим 3D-боевиком» и похвалил Treyarch за хорошую адаптацию одноимённого художественного фильма. По мнению Чака Озборна из PC Gamer, «Spider-Man является одним из тех редких случаев, когда создателям удалось правильно адаптировать события фильма в игре». Антон Логинов из Игромании назвал главным достоинством игры её главного героя, которого разработчики «„отработали“ на полную».
С другой стороны, рецензенты критиковали неудачное вращение камеры, некачественную обработку звука и неудобное управление на PC. Edge, который поставил игре 4 балла из 10, сетовал на её короткую продолжительность и однообразность уровней, а затем дал следующий вердикт: «зрелищная, недоделанная и, в конечном счёте, разочаровывающая». Тому Брэмвеллу из Eurogamer не нравилось, что повествование игры игнорирует большую часть тем одноимённого фильма и концентрируется на мести Человека-паука; саму игру рецензент описал, как «бледную тень былого Человека-паука». Джанкарло Варанини из GameSpot заявил, что Spider-Man «по сути представляет собой две игры о Человеке-пауке. Уровни на открытом воздухе настолько увлекательнее и приятнее, чем уровни в помещении, что игра могла бы быть намного лучше, если бы в ней было больше первых и меньше вторых».
Spider-Man для Xbox получила наивысший балл из всех версий, разработанных Treyarch. В основном рецензенты хвалили эксклюзивные уровни, освещение и текстуры, а также аудио- и визуальную составляющую игры. Джейсон Д’Април из GameSpy назвал эту версию «лучшей из всех», так как в ней были исправлены проблемы со звуком, а также улучшена графика благодаря техническим характеристикам консоли. По мнению Джанкарло Варанини из GameSpot, лишь Xbox смог в полной мере отразить все особенности игры. Аарон Боулдинг из IGN отметил, что только в этой версии можно услышать восклицания прохожих при появлении Человека-паука.
Игровые журналисты хвалили версию для GBA за её «мультяшный стиль», качество прорисовки модели Человека-паука и боевую систему, но в то же время критиковали сложность управления и простые битвы с боссами. По мнению Крейга Харриса из IGN, Spider-Man для GBA получилась хорошей игровой адаптацией «одного из крупнейших летних кинособытий в истории». Скайлер Миллер из Allgame сравнил её с Spider-Man: Mysterio’s Menace (2001) от Vicarious Visions и отдал предпочтение последней; Мартин Тейлор из Eurogamer хоть и занял противоположную позицию относительно сравнения двух игр, но всё равно счёл Spider-Man неудачной игрой.
На момент выхода Spider-Man некоторые рецензенты сочли её не только лучшей игрой о Человеке-пауке, но и одной из лучших игр о супергероях в целом. Она заняла 7-е место по версии GameSpot и The Escapist, 8-е место по версии Den of Geek, 10-е место по версии IGN, GamesRadar+ и Game Rant в рейтинге лучших игр о Человеке-пауке.
В мае 2002 года Spider-Man стала самой продаваемой игрой для PS2. На момент июля 2006 года в США было продано свыше 6 млн копий игры. The Association for UK Interactive Entertainment дала версии для PS2 «платину», что указывает на высокий объём продаж в Великобритании, переваливший за 300 000 копий. Количество проданных копий версий для GameCube и Xbox превысило 400 000 единиц. К августу 2006 года в США было продано более 740 000 копий версии для GBA на сумму свыше 23 млн. В период с января 2000 года по август 2006 года Spider-Man для GBA занимала 30-е место среди самых продаваемых игр на Game Boy Advance, Nintendo DS и PlayStation.

### Награды и номинации
| Год  | Премия              | Категория                                 | Номинант                    | Результат | Источник |
| ---- | ------------------- | ----------------------------------------- | --------------------------- | --------- | -------- |
| 2003 | Спутник             | Выдающийся персонаж в интерактивных медиа | Питер Паркер / Человек-паук | Номинация | [ 107 ]  |
| 2003 | Kids’ Choice Awards | Лучшая компьютерная игра                  | Spider-Man                  | Номинация | [ 107 ]  |
| 2003 | Премия NAVGTR       | Лучший актёр озвучивания                  | Брюс Кэмпбелл               | Номинация | [ 107 ]  |

## Наследие
Во время игровой выставки E3 2003 Activision презентовала сиквел Spider-Man 2 по мотивам одноимённого фильма. В то время как Treyarch вернулась к разработке версии для Xbox, PS2 и GameCube, а Digital Eclipse создала не только версию для GBA, но и для N-Gage, версию для PC создавала The Fizz Factor, а версию для Nintendo DS и PlayStation Portable — Vicarious Visions. Также AWE Games разработала спин-офф Spider-Man 2: Activity Center, представляющий собой сборник обучающих игр. События игр не только адаптируют сюжет фильма, но и продолжают историю, начатую в Spider-Man; так, например, Шокер и Стервятник возвращаются в качестве боссов.
После коммерческого успеха второй части трилогии Рэйми в 2004 году Sony объявила о производстве продолжения, а Activision приступила к разработке игры Spider-Man 3. Treyarch создавала версию для PlayStation 3 и Xbox 360, которую Beenox портировала на PC. За разработку остальных версий отвечала Vicarious Visions. В качестве боссов вернулись Крейвен-охотник и Скорпион; в игру перекочевала сюжетная линия последнего, которая была сокращена в Spider-Man из-за ограниченного срока разработки.
В 2007 году Activision издала игру Spider-Man: Friend or Foe по мотивам трилогии Сэма Рэйми. Хотя ни Магуайр, ни Дефо не вернулись к озвучке Человека-паука и Зелёного гоблина, в игре использовался дизайн их персонажей.